# The Promise (Mike Pinder)
The Promise is een soloalbum van zanger, toetsenist Mike Pinder, die toen nog deel uitmaakte van de Moody Blues. Het album is in 2007 moeilijk verkrijgbaar.
Het album is uitgekomen in 1976, toen de Moody Blues een sabbatical hadden genomen, na hun vele plaatopnames en wereldtournee van 1973/1974. Pinder stond meestal garant voor de wat langere titels van de Moodies, maar daar is op deze plaat weinig van te merken. Opvallend is ook dat in vergelijking tot de composities van hem op bijvoorbeeld Seventh Sojourn en Every Good Boy Deserves Favour, de composities op deze plaat erg licht van aard zijn; zelfs jazzy en countryachtig, soms new-ageachtig.

## Titels
1. Free as a dove; 4:10;
2. You'll make it through; 3:52;
3. I only want to love you; 3:25 (B-kant single)
4. Someone to believe in; 3:09;
5. Carry on; 4:16; (single TH23)
6. Air; 2:20;
7. Message; 2:46;
8. The seed; 1:25;
9. The promise; 6:02.

Alle titels zijn gecomponeerd en geproduceerd door Pinder.

## Musici
Naast Pinder spelen een aantal studiomuzikanten mee op het album. Per nummer werden muzikanten ingehuurd in de studio van Pinder zelf; Indigo Ranch bij Malibu. Bill Berg (drums), Jim Dillon (gitaar) en Susan McDonald (harp) zijn bijna op alle titels te horen.